# جيمس سيدني
جيمس سيدني (بالإنجليزية: James Sidney)‏ هو مصور ومخرج أسترالي، ولد في 1972.